# Dentalium woolacottae
Dentalium woolacottae är en blötdjursart som beskrevs av Colman 1958. Dentalium woolacottae ingår i släktet Dentalium och familjen Dentaliidae. Inga underarter finns listade i Catalogue of Life.